# 福田久博
福田 久博（ふくた ひさひろ、1962年（昭和37年）6月1日 - ）は、日本のユーフォニアム奏者。元徳島文理大学音楽学部非常勤講師。東京藝術大学音楽学部器楽科卒業。徳島県出身。

## 経歴
徳島県出身。東京藝術大学音楽学部器楽科を卒業。これまでにユーフォニアムを大石清、三浦徹、村山英一に師事。大学を卒業後は鳴門教育大学教育学部の助手となり、後に徳島文理大学音楽学部の非常勤講師に就任。
また1993年（平成5年）の東四国国体では音楽隊の指揮者と吹奏楽隊指導総括責任者を務めたほか、ねんりんピック音楽隊指揮者、徳島県吹奏楽連盟副理事長などを歴任。徳島県芸術祭においては最優秀賞を受賞し、2002年（平成14年）に全日本吹奏楽連盟より表彰状を受賞。

## 受賞歴
- 2002年 - 全日本吹奏楽連盟表彰状